# Burdż al-Arab
Burdż al-Arab, Burj Al Arab (arab. برج العرب, Burǧ  al-ʿArab) – wieżowiec w Dubaju, jeden z najwyższych i najbardziej luksusowych hoteli na świecie. Projekt wykonał Tom Wright z firmy WS Atkins PLC.

## Opis

Widok z "lotu ptaka".

Burdż al-Arab na tle wybrzeża.

Burdż al-Arab na tle nabrzeża Jumeirah Beach.

Znajduje się w Dubaju, w Zjednoczonych Emiratach Arabskich, i stanowi część kompleksu wypoczynkowego Jumeirah Beach Resort. Budynek hotelu stoi na sztucznej wyspie położonej 280 m od plaży w Zatoce Perskiej. Kształtem przypomina żagiel, ma 321 m wysokości, co czyni go najwyższym budynkiem świata niezawierającym pomieszczeń biurowych oraz najwyższym budynkiem hotelowym świata. Nie jest to jednak najwyżej umieszczony hotel – tytuł ten należy do Grand Hyatt w Szanghaju, zajmującego piętra 53–87 wieżowca Jin Mao Tower. Budowa Burdż al-Arab rozpoczęła się w roku 1994 i została ukończona w roku 1999. Przy jego budowie pracowało około 3500 osób.
Hotel posiada wyłącznie apartamenty, których w sumie jest 202. Najmniejszy zajmuje 169 m², a największy 780 m². W budynku znajduje się kilka restauracji – w tym Al Muntaha („najwyższa” lub „ekstremalna”), umiejscowiona w dobudówce zawieszonej 200 m nad poziomem morza, i Al Mahara („ostryga”), położona pod wodą – dwa baseny, 18 pomieszczeń leczniczych, pokoje z hydroterapią i masażami, solarium, sauna i jacuzzi, studio fitness, muzeum, biblioteka, lądowisko dla śmigłowców oraz kilkupiętrowe akwarium z prawdziwą, żywą rafą koralową. Całość, wewnątrz i na zewnątrz, ozdobiona jest niezwykle złożonymi fontannami i kaskadami wodnymi. Nocą obiekt oświetlany jest światłem o stale zmieniających się kolorach.
Wszystkie przedmioty wyposażenia wnętrz zostały specjalnie zaprojektowane lub wybrane dla tego hotelu. Najbardziej luksusowe apartamenty posiadają złote i złocone elementy wyposażenia. Każdy z gości ma osobistego lokaja do dyspozycji przez 24 godziny na dobę. Na żądanie goście otrzymują własnego kucharza, dodatkową ochronę, samochód i kierowcę. W przypadku rezygnacji z własnego kucharza posiłki przygotowywane są według indywidualnych zamówień i w porach dogodnych dla gościa. Do restauracji Al Mahara goście dowożeni są pojazdem symulującym łódź podwodną.
Proporcja liczby pracowników do liczby gości wynosi 6:1. Hotel oferuje obsługę w kilkunastu językach świata, w tym w japońskim, niemieckim i rosyjskim. Ceny za jedno miejsce do spania na dobę rozpoczynają się od 1300 dolarów. Ceny apartamentów dwupiętrowych dochodzą do 24 000 dolarów za dzień pobytu.
Specjaliści z branży hotelowej po zapoznaniu się ze standardem hotelu rozważali stworzenie kolejnej, szóstej, kategorii hotelowej. Uznano, że dotychczasowa (pięciogwiazdkowa) klasyfikacja standardów hoteli nie obejmowała oferty, jaką reprezentuje sobą Burdż al-Arab. Właściciele hotelu zaakceptowali jednak pięć gwiazdek dla określenia standardu ich obiektu, dodając tylko do nich słowo „deluxe” (absolutny luksus).
Z racji tego, że hotel jest w kraju islamskim,  stawia swoim gościom szereg wymogów, dotyczących między innymi ubioru i sposobu zachowania się (informuje o tym przed zatwierdzeniem rezerwacji).
Konstrukcja hotelu chroni go na wypadek trzęsienia ziemi, huraganu i innych zjawisk, które mogą być niebezpieczne dla budynku.

## Galeria

Burdż al-Arab
W świetle zachodzącego słońca.
Na tle wybrzeża
Oświetlenie w nocy
Widok z wybrzeża w nocy
Lądowisko dla helikoptera
Nadbudówka restauracji Al Muntaha